# Asplenium semipinnatum
Asplenium semipinnatum är en svartbräkenväxtart som först beskrevs av Georg Hans Emmo Wolfgang Hieronymus, och fick sitt nu gällande namn av Alan Reid Smith. Asplenium semipinnatum ingår i släktet Asplenium och familjen Aspleniaceae. Inga underarter finns listade.